# Warner Music Brasil
A Warner Music Brasil (ou Warner Music Brazil) é a divisão brasileira da Warner Music Group, gravadora de artistas do Brasil e internacionais. Está presente no país desde 1976, quando foi criada por André Midani, ex-presidente da gravadora Phonogram (1970-1978) / Polygram (1978-1999), que posteriormente se tornou a Universal Music Group. Antes de sua fundação no Brasil, os discos da Warner Music eram distribuídos pela EMI-Odeon e depois pela Gravações Elétricas S.A..
Durante a década de 1990, comprou a Gravações Elétricas S.A. (GEL), uma das maiores gravadoras do Brasil, detentora dos selos Continental e Chantecler, que foram fundidos, formando a Warner Music - Divisão Continental. A partir de 2005, começou a comercializar seu catálogo para as novas mídias, como telefonia celular e a Internet. Lançou a coleção "Warner 30 Anos" em 2006, reunindo grandes trabalhos de Clemilda, Dominguinhos, Elis Regina, Gildo de Freitas, Gustavo Lins, Luiz Melodia, Teixeirinha, Tom Jobim e Raul Seixas, entre outros.
A divisão Continental leva o nome Continental EastWest devido ao fato de parte do selo pertencer à gravadora americana EastWest Records.

## Artistas

### Nacionais
- Ariel Donato
- Gusa Quente
- Alok
- Buchecha
- Class A
- Day & Lara
- Delano
- Duduzinho
- Ferrugem
- Frejat
- Gabriel Medeiros
- Giulia Be
- Imaginasamba
- IZA
- Jade Baraldo
- João Pedro & Cristiano
- Jerry Smith
- Kelly Key
- Kamilla Maria
- Kevinho
- Kid Abelha
- Ludmilla
- Lucy Alves
- Marcelo Falcão
- MC Don Juan
- MC Fioti
- MC Hariel
- Mirella
- MC Lan
- MC WM
- Mika
- Nechivile
- O Rappa
- Papatinho
- Paula Mattos
- Pedro Sampaio
- Pedro Thomé
- Pocah
- Rachid Camargo
- Rogê
- Sofia Oliveira
- Tiê
- Titãs
- Thiago Brava
- Ultraje a Rigor
- Um44k

Fonte:

## Parceria com a Disney Music Group
A Warner Music Group e a Disney Music Group fecharam uma parceria para a distribuição de conteúdo musical em países asiáticos e na Austrália. A Disney Music cedeu os direitos à Warner Music para distribuir álbuns de artistas da Hollywood Records e da Walt Disney Records.

## Parceria com a RW Produtora
No dia 31 de junho de 2017 a Warner Music Brasil anunciou em suas redes sociais uma parceria com a RW Produtora, e  alguns artistas da gravadora do pai de MC Gui fariam parte do novo casting nacional de artistas, sendo eles MC Lan, MC Fioti, Gabriel Medeiros, e MC Mirella.

## Selos
- Banguela Records (já extinta)
- Caravela Records
- Chantecler
- Continental
- East West Records
- EH Brasil
- RW Produtora
- Warner Arquivos
- Warner Classics
- Warner Strategic Marketing Brazil
- WEA (Warner, Elektra e Atlantic)